# Цола-Предоза
Цола-Предоза (італ. Zola Predosa) — муніципалітет в Італії, у регіоні Емілія-Романья,  метрополійне місто Болонья.
Цола-Предоза розташована на відстані близько 310 км на північ від Рима, 10 км на захід від Болоньї.
Населення — 18 625 осіб (2014).
Щорічний фестиваль відбувається 6 грудня. Покровитель — San Nicolò.

## Демографія
Населення за роками:

Станом на 1 січня 2023 року в муніципалітеті офіційно проживало 1440 іноземців з 74 країн, серед них 438 громадян країн Євросоюзу та 68 громадян України.

## Сусідні муніципалітети
- Анцола-делл'Емілія
- Болонья
- Вальзамоджа
- Казалеккіо-ді-Рено
- Монте-Сан-П'єтро
- Сассо-Марконі